# 伊瑞德力蘇
在托爾金（J. R. R. Tolkien）小說的中土大陸裡，伊瑞德力蘇（Ered Lithui）是一虛構山脈。
伊瑞德力蘇在黑門（Black Gate）與黯影山脈（Ephel Dúath）連接，伊瑞德力蘇向東連綿，形成了魔多（Mordor）北面極難穿越的屏障。辛達林語稱為灰燼山脈（Mountains of Ash），這是因為順風把末日火山（Mount Doom）的火山灰吹到伊瑞德力蘇。